# Sarcophaga rohdendorfia
Sarcophaga rohdendorfia är en tvåvingeart som beskrevs av Thomas Pape 1996. Sarcophaga rohdendorfia ingår i släktet Sarcophaga och familjen köttflugor. Inga underarter finns listade i Catalogue of Life.